# Joseph Bech

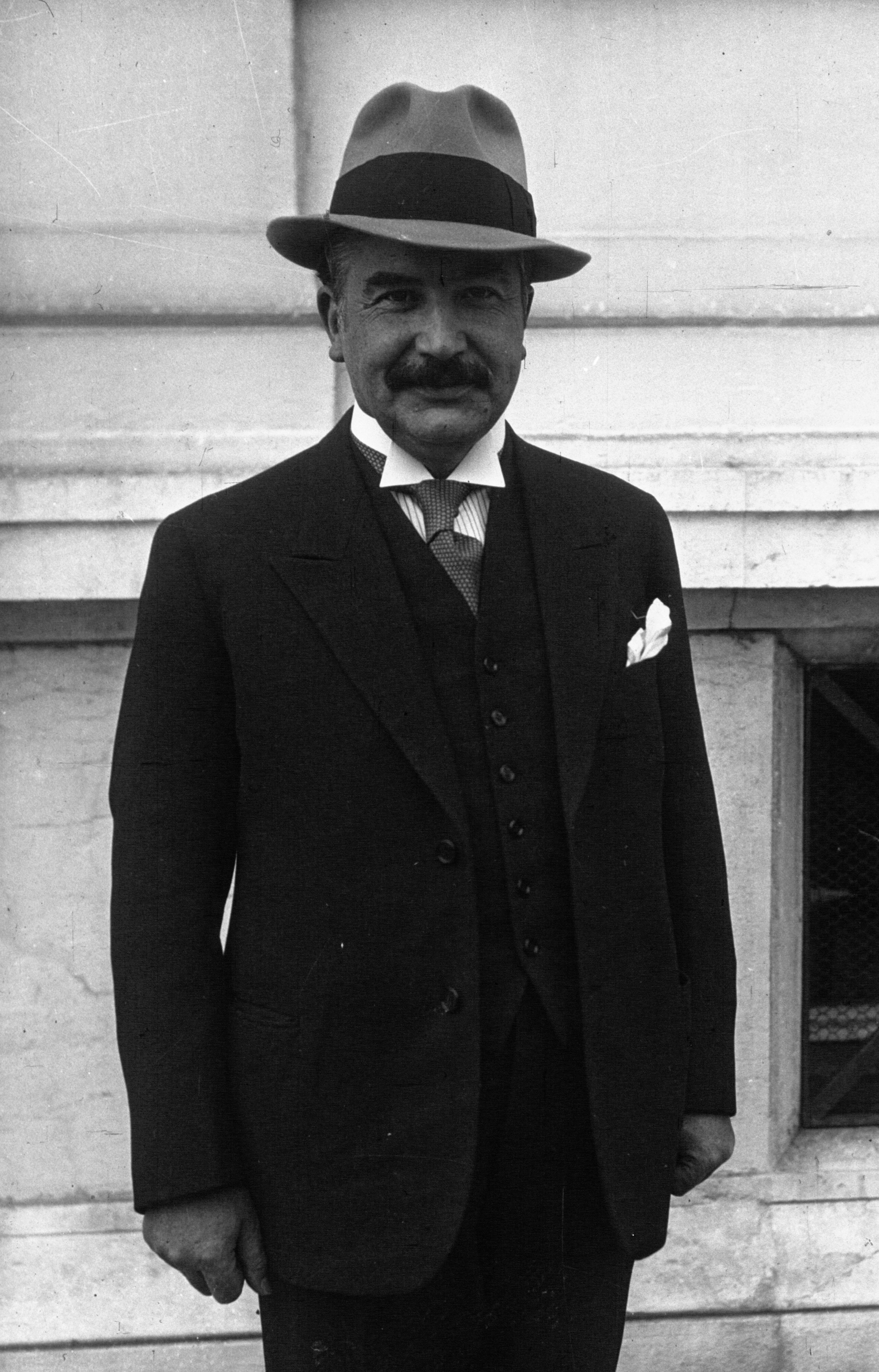
Joseph Bech (1933)

Joseph Bech (* 17. Februar 1887 in Diekirch im Großherzogtum Luxemburg; † 8. März 1975 in Luxemburg-Stadt) war ein luxemburgischer Staatsmann und Politiker. Er gilt als einer der Gründerväter der Europäischen Gemeinschaften.

## Leben
Joseph Bech wuchs in einer politisch aktiven Familie auf. Er studierte Rechtswissenschaften in Freiburg in der Schweiz und in Paris. Im Jahre 1914, kurz vor Ausbruch des Ersten Weltkrieges, wurde er als Anwalt zugelassen. 
Im Juni gleichen Jahres wurde er nach dem Zensuswahlrecht als Abgeordneter für die katholische Rechtspartei, einer Vorläuferpartei der heutigen Christlich Sozialen Volkspartei (CSV) in die Chambre des Députés gewählt. Im Jahre 1921 wurde er anschließend Minister für Inneres und Bildung. Nach dem kurzen Intermezzo der Regierung Prüm im Jahre 1926 wurde Bech Staatsminister, also Vorsitzender der Regierung, zudem Außen-, Schul- und Landwirtschaftsminister.
Seine durchaus erfolgreiche Regierung musste große wirtschaftliche (Weltwirtschaftskrise ab 1929) und soziale Probleme angehen, außenpolitisch gelang es ihm ab 1933 Distanz zum Hitlerregime in Deutschland zu halten, zu welchem Luxemburg sich durch seine exportorientierte Stahlindustrie in starker wirtschaftlicher Abhängigkeit befand. Bestrebungen zur Errichtung eines undemokratischen Ständestaates in seiner eigenen Partei nachgebend, versuchte Bech 1936 ein Gesetz durchzubringen, welches die kommunistische Partei verboten hätte („Maulkuerfgesetz“, dt. Maulkorbgesetz), womit er an einem Referendum scheiterte und als Staatsminister zurücktreten musste. Von 1937 bis 1953 war er Außenminister und Minister für Weinbau.

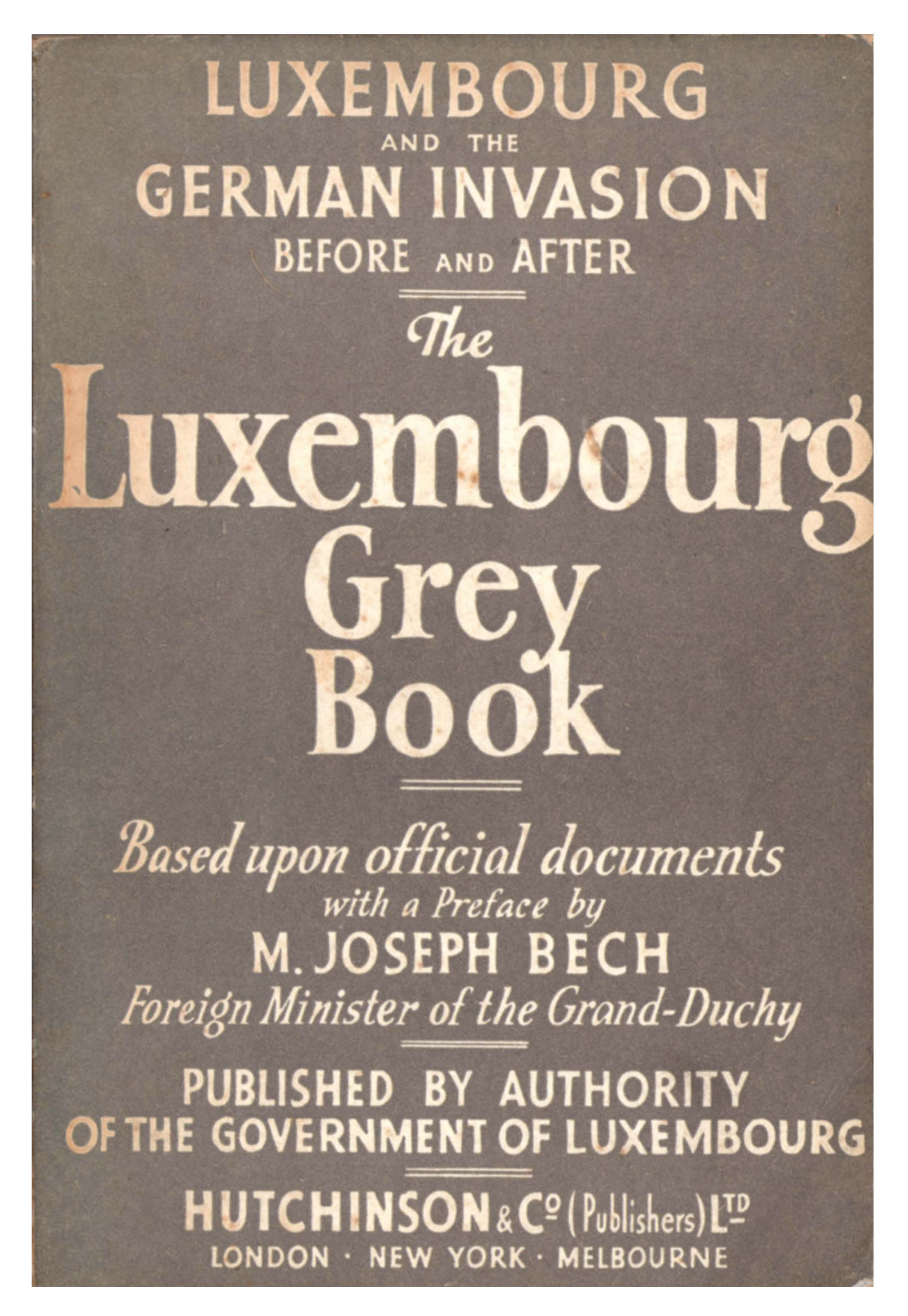
The Luxembourg Grey Book, erschienen 1942 in London

Während der Deutschen Besatzung Luxemburgs im Zweiten Weltkrieg war Joseph Bech mit Pierre Krier von 1940 bis 1945 Teil der Exilregierung in London. Mit dem Luxembourg Grey Book versuchte er, die Situation im besetzten Luxemburg den Alliierten näherzubringen. Dort unterzeichnete er im Jahre 1944 für Luxemburg die Benelux-Verträge. Auch den NATO-Vertrag vom 4. April 1949 in Washington, D.C. und der Vertrag der CECA am 18. April 1951 in Paris tragen seine Unterschrift.
Vom Jahre 1953 bis 1958 war Joseph Bech, nun für die CSV, Staatsminister im Großherzogtum Luxemburg. Danach übernahm er wieder das Amt des Außenministers (1958–1959) sowie das des Außenhandelsministers und Ministers für Weinbau. In der Nachkriegsphase wirkte er in seinen verschiedenen Regierungsämtern aktiv am europäischen Integrationsprozess mit. Er gilt als Mitbegründer der Montanunion und einer der konsequentesten Exponenten des Europa-Gedankens. Von 1959 bis 1964 war er Präsident der luxemburgischen Abgeordnetenkammer.

## Rezeption
Dem EU-Historiker Christoph Driessen zufolge war Bech neben Bundeskanzler Konrad Adenauer und dem italienischen Ministerpräsidenten Alcide De Gasperi der überzeugteste Europäer unter den Regierungschefs seiner Zeit. Da Luxemburg als kleines Land für niemanden eine Bedrohung oder Konkurrenz dargestellt habe, habe sich Bech „zum Beichtvater seiner Amtskollegen und damit zum Geheimnisträger der internationalen Politik“ entwickeln können.

## Ehrungen
- 1955 erhielt er das Große Goldene Ehrenzeichen am Bande für Verdienste um die Republik Österreich[6].
- 1958 wurde Bech mit dem Großkreuz des Verdienstordens der Bundesrepublik Deutschland ausgezeichnet.
- Am 26. Mai 1960 erhielt er den Karlspreis. Die Laudatio wurde vom Präsidenten des Europäischen Parlamentes Robert Schuman gehalten. Wie es im Text der Urkunde heißt, die Aachens Oberbürgermeister Hermann Heusch zusammen mit der eigentlichen Auszeichnung in Form einer Medaille mit Inschrift überreichte, erhält Bech den Karlspreis „in Würdigung seiner Lebensarbeit und seiner hohen Verdienste für die Einigung Europas, die im alten Völkerbund begann und in den europäischen Institutionen ihre zielbewußte Fortsetzung fand“.
- 1968 wurde er Ehrendoktor der Universität Innsbruck.[7]

## „Cercle Joseph Bech“
Der nach Joseph Bech benannte Kreis, einer Gruppe stark konservativer Mitglieder rund um Frank Engel und Patrick Santer, steht der CSV nahe und tritt von Zeit zu Zeit mit Veranstaltungen und politischen Vorschlägen an die Öffentlichkeit. Der Kreis wird als rechts von der CSV betrachtet und bezeichnet sich selbst als Denkfabrik.